# Das Blubbern von Glück
Das Blubbern von Glück (Originaltitel: My Life as an Alphabet, in den USA The Categorical Universe of Candice Phee) ist ein Kinderbuch des australischen Autors Barry Jonsberg. Es erschien 2013 und wurde in mehrere Sprachen übersetzt. Die deutsche Übersetzung von Ursula Höfker erschien 2014. Eine Verfilmung mit dem Titel Das Blubbern von Glück erschien 2019.

## Aufbau und Erzählweise
Das Buch ist nach den Buchstaben des Alphabets gegliedert. Zu jedem Buchstaben gibt es ein Kapitel, von „A wie Aufsatz“ bis „Z wie Zeitenwende“. Die Hauptfigur und Ich-Erzählerin Candice erklärt, sie habe im Englischunterricht die Aufgabe bekommen, ihr Leben als Alphabet darzustellen: Zu jedem Buchstaben soll sie einen Absatz über sich selbst schreiben. Candice nimmt die Aufgabe sehr ernst und schreibt zu jedem Buchstaben ein langes Kapitel. Sie wechseln sich ab mit Briefen, die Candice an ihre Brieffreundin schreibt. So ähnelt die Erzählweise einem Tagebuch- und Briefroman.

## Handlung
Candice Phee ist 12 Jahre alt und lebt mit ihren Eltern in Albright, einem verschlafenen Ort in Queensland. Ihre Familie besteht aus ihrer Mutter, ihrem Vater und ihrem „Reichen Onkel Brian“, abgekürzt ROB. Die beiden Brüder sind seit Jahren zerstritten – nur Candice hat zu ihrem Reichen Onkel Brian noch Kontakt. Ihre Mutter leidet seit dem Tod ihrer jüngsten Tochter, die als Baby gestorben ist, und nach einer Brustkrebserkrankung an einer schweren Depression und verlässt kaum ihr Schlafzimmer. Candice dagegen möchte nicht ihr Leben in Trauer verbringen, sondern voller Freude an das Leben ihrer Schwester erinnern und dabei ihr eigenes Leben leben. Candice’ Vater ist mit diesen Konflikten überfordert und zieht sich in seinen Schuppen zurück, in dem er Computerprogramme schreibt. Er träumt davon, als Programmierer erfolgreich zu sein, allerdings fehlen ihm dafür die Zeit und das Startkapital.
Candice ist eine Musterschülerin und legt großen Wert auf Ordnung. Ihr Lieblingsbuch ist ein Wörterbuch, in dem sie jeden Tag liest. Sie spricht daher mit einem für ihr Alter ungewöhnlich großen Wortschatz, tut sich aber manchmal schwer, mit anderen zu kommunizieren. Gegenüber weniger vertrauten Menschen bevorzugt sie es, sich schriftlich mitzuteilen, wozu sie immer einen Notizblock dabei hat. Dabei ist sie schonungslos ehrlich, was andere oft irritiert. In der Schule wird Candice ausgegrenzt. Sie wird bei dem Spitznamen „I.Le.“ gerufen, einer Abkürzung für „individuelle Lernförderung“. Candice fasst das aber nicht als Beleidigung auf und bemerkt dazu nur, jeder Mensch sei schließlich ein Individuum und sollte gefördert werden. Auf die Frage, ob sie Autistin sei, antwortet sie: „Ich bin ich.“
Ihrer Brieffreundin Denille aus New York schreibt Candice ausführliche Briefe, in denen sie alles erörtert, was sie beschäftigt – etwa wie man Glück finden kann oder ob ihr Goldfisch sie wohl als Gottheit betrachtet –, obwohl Denille ihr nie antwortet. Candice’ einziger Freund und ihr Verehrer ist Douglas, den sie konsequent „Douglas Benson aus einer anderen Dimension“ nennt. Seit Douglas bei einem Sturz von einem Baum eine Kopfverletzung erlitten hat, glaubt er, aus einer anderen Dimension zu stammen. Seiner Überzeugung nach gibt es unendlich viele Universen, deren einzige sichere Gemeinsamkeit die Schwerkraft ist. Daraus folgert er, nur ein weiterer Sprung von einem Baum könne ihn in seine eigene Dimension zurückbringen. Seinen Berechnungen zufolge muss das genau um halb sieben geschehen. Candice akzeptiert Douglas und seine Eigenheiten, beobachtet aber besorgt, dass er immer größere Sprunghöhen ins Auge fasst. Sie gewöhnt sich an, jeden Abend um halb sieben dafür zu sorgen, dass Douglas sich nicht verletzt.
Candice leidet unter ihrem belasteten Familienleben und schmiedet Pläne, um ihre Familie wieder zusammenzubringen. Dabei greift sie zu ungewöhnlichen Maßnahmen. Zum Beispiel springt sie in Anwesenheit ihres Vaters und ihres Reichen Onkels Brian ins Meer in der Hoffnung, dass eine gemeinsame Rettungsaktion die beiden Brüder versöhnen werde. Allerdings stellen sich die beiden ungeschickt an, verletzen sich und müssen ihrerseits gerettet werden. Sie geben einander dafür die Schuld und sind entzweiter als je zuvor. Inspiriert durch den Film Beim Leben meiner Schwester entschließt sich Candice, ihre Eltern zu verklagen, um zu Pflegeeltern zu ziehen – aber nur, um ihren Eltern einen Schrecken einzujagen und sie zum Umdenken zu bewegen.
Gegen Ende des Buches wendet sich das Blatt und Candice’ Bemühungen haben endlich Erfolg: Ihre Mutter beschließt, Antidepressiva zu nehmen, und kann nun zum ersten Mal mit ihrer Depression umgehen und beginnen, den Tod ihrer Tochter zu verarbeiten. Derweil ist Candice’ Vater inspiriert von Douglas’ Theorien über das Leben in parallelen Dimensionen. Ihm kommt die Idee, ein soziales Netzwerk zu entwickeln, in dem jeder Mensch mit verschiedenen Versionen seiner selbst in hypothetischen Paralleluniversen interagieren kann. Candice erzählt ihrem Reichen Onkel Brian von der Idee und zwingt ihn und ihren Vater zu einem Treffen. Der Onkel schlägt seinem Bruder vor, in dessen Projekt zu investieren und ihm so seine Arbeit zu ermöglichen. Candice’ Vater nimmt das Angebot widerstrebend an. Durch ihre Zusammenarbeit an ihrem Herzensprojekt verbessert sich das Verhältnis der Brüder wieder.
In der Schule muss Candice eine Gruppenarbeit mit ihrer Mitschülerin Jen Marshall absolvieren, die zu denjenigen gehört, die Candice ständig hänseln. Candice ist trotzdem zuversichtlich, dass sie sich mit Jen anfreunden wird, wenn sie einander erst kennenlernen, und behält recht: Jen erzählt Candice von ihren Schwierigkeiten mit ihren Eltern, die sie vernachlässigen und ihr kein Selbstvertrauen vermitteln, was durch ihre schlechten schulischen Leistungen noch verstärkt wird. Candice bietet Jen an, ihr mit den Hausaufgaben zu helfen – heimlich, damit Jens Freundinnen nicht erfahren, dass sie mit der unbeliebten Candice zu tun hat. Jen nimmt das Angebot an.
Douglas meint, den idealen Zeitpunkt für seine Rückkehr in seine ursprüngliche Dimension errechnet zu haben, und springt dazu in eine Schlucht. Als er sich von seinen Verletzungen wieder erholt hat, teilt er Candice mit, er sei für einige Tage in seiner Dimension gewesen, sei aber zurückgekehrt, um mit ihr zusammen zu sein. Vielleicht würden sie eines Tages gemeinsam verschiedene Dimensionen bereisen.
Zum Schluss bekommt Candice endlich eine Antwort von ihrer Brieffreundin. Candice’ Briefe waren wegen einer falschen Hausnummer nicht angekommen, aber Denille verspricht, von nun an alle Briefe zu beantworten. Damit beendet Candice ihren alphabetischen Bericht. Da sie es nicht mag, wenn Dinge zu Ende gehen, plant sie, gleich mit einem weiteren Durchgang des Alphabets zu beginnen.

## Hintergrund
Barry Jonsberg, der Englischlehrer ist, erzählte, die Idee zu dem Buch sei ihm durch eine Hausaufgabe gekommen. Die Aufgabe, einen kurzen autobiografischen Text zu jedem Buchstaben zu verfassen, habe seiner Klasse auffallend viel Spaß gemacht. Beim Lesen der Berichte sei ihm die Figur Candice eingefallen.

## Ausgaben
Die Erstausgabe mit dem englischen Titel My Life as an Alphabet erschien 2013 im Verlag Allen & Unwin (ISBN 978-1-7433-1097-7). In den USA ist das Buch unter dem Titel The Categorical Universe of Candice Phee bekannt und erschien 2014 bei Chronicle Books.
Eine deutsche Übersetzung von Ursula Höfker erschien 2014 im cbt-Verlag (ISBN 978-3-570-16286-6). Im selben Jahr brachte der Hörverlag eine gekürzte Hörbuchfassung, gelesen von Laura Maire, heraus (ISBN 978-3-8445-1577-0).

## Rezeption
Rezensionen im deutschsprachigen Raum hoben die eigenwilligen Charakterisierungen und die originelle Sprache hervor und lobten in diesem Zusammenhang auch die Übersetzerin. Hartmut El Kurdi schrieb in der ZEIT über Das Blubbern von Glück: „Barry Jonsberg lässt Candice in einem wundervoll altklugen und dennoch sympathischen Mädchenton erzählen, elegant übersetzt von Ursula Höfker, die die über allem schwebende britische Ironie (Jonsberg ist ein ausgewanderter Engländer) auch im Deutschen nie verliert. Natürlich gibt es in der Wirklichkeit kein zwölfjähriges Mädchen, das so redet und handelt wie Candice. Aber wäre es nicht toll, wenn es eins gäbe?“ Dietmar Dath schrieb in der FAZ: „Traurige, verrückte, beschädigte Menschen, ‚gehfähige Verwundete‘ (Kurt Vonnegut) stellen also das Personal in ‚Das Blubbern von Glück‘, aber Barry Jonsberg […] betrachtet sie nicht durch die seit den siebziger Jahren so wohlfeile Brille der Außenseiterbewunderung, die von Kaputten tiefere Wahrheiten erwartet als von Durchschnittswesen, sondern als das längst Normale.“ Er urteilte abschließend: „Die knackige Nüchternheit dieses Berichtsgestus trägt eine stachlige Sorte Poesie - die Übersetzung von Ursula Höfker wird diesem Ton fast immer gerecht: weder verschroben noch banal, sondern durchdrungen von der Kunst, beidem zu entkommen. Mit der Hilfe von Hoffnung, Liebe und Grips.“ Elisabeth Dietz schrieb im BÜCHERmagazin, Das Blubbern von Glück sei „voller witziger Einfälle und kluger Gedanken, die Candice in einer treffenden, originellen Sprache darlegt“. Sie lobte auch die Hörbuchlesung von Laura Maire.

## Auszeichnungen
In Australien war Das Blubbern von Glück für zahlreiche Literaturpreise nominiert. Davon gewann es 2013 den Children’s Peace Literature Award in der Kategorie „older readers“ und den Inky Award, 2014 den Territory Read Awards in der Kategorie Kinder- und Jugendliteratur, den Victorian Premier’s Literary Award für Jugendliteratur und den Preis für das beste Jugendbuch des Wheeler Centre. Beim „Book of the Year“-Preis des Children’s Book Council of Australia erreichte es in der Kategorie „Younger Readers“ den zweiten Platz.
Die deutsche Fassung wurde mit dem LovelyBooks Leserpreis 2014 in der Kategorie „Kinderbuch“ und im Oktober 2014 mit dem Jugendliteraturpreis Luchs des Monats ausgezeichnet.

## Verfilmung
Der auf dem Buch basierende Film Das Blubbern von Glück von John Sheedy feierte seine Weltpremiere am 11. August 2019 auf dem Melbourne International Film Festival. Am 6. Februar 2020 kam er in die australischen Kinos. Seine internationale Premiere feierte der Film im Februar 2020 auf der 70. Berlinale, wo er die Sektion Generation Kplus eröffnete.